# Pleurotomella ybessa
Pleurotomella ybessa is een slakkensoort uit de familie van de Raphitomidae. De wetenschappelijke naam van de soort is voor het eerst geldig gepubliceerd in 2012 door Figueira & Absalão.